# 번 B
번 B (Bun B, 본명: Bernard Freeman, 1973년 3월 19일, 텍사스주 포트아서 ~ )는 미국의 랩 가수이다. 예전 유지케이 멤버였으며, 중저음의 간결한 랩이 그의 특징이다.